# Harta (gromada)
Harta – dawna gromada, czyli najmniejsza jednostka podziału terytorialnego Polskiej Rzeczypospolitej Ludowej w latach 1954–1972.
Gromady, z gromadzkimi radami narodowymi (GRN) jako organami władzy najniższego stopnia na wsi, funkcjonowały od reformy reorganizującej administrację wiejską przeprowadzonej jesienią 1954 do momentu ich zniesienia z dniem 1 stycznia 1973, tym samym wypierając organizację gminną w latach 1954–1972.
Gromadę Harta z siedzibą GRN w Harcie utworzono – jako jedną z 8759 gromad na obszarze Polski – w powiecie brzozowskim w woj. rzeszowskim na mocy uchwały nr 18/54 WRN w Rzeszowie z dnia 5 października 1954. W skład jednostki wszedł obszar dotychczasowej gromady Harta ze zniesionej gminy Dynów w tymże powiecie. Dla gromady ustalono 24 członków gromadzkiej rady narodowej, których wyboru dokonano w wyniku przeprowadzonych 5 grudnia tego roku wyborów do rad narodowych.
Inauguracyjne posiedzenie rady odbyło się 20 grudnia, a pierwszym przewodniczącym prezydium GRN został Andrzej Wąsowicz, wybrany później na to stanowisko ponownie po wyborach z 1958 oraz 1961 roku. Pełnił on tę rolę do 1965 roku, a jego następcą został Andrzej Gudyka, który z kolei był przewodniczącym aż do końca działalności gromad w 1972 roku.
Pracy w Gromadzkiej Radzie Narodowej w Harcie była zorganizowana w chaotyczny sposób; podczas kontroli zwracano uwagę na słaby podział obowiązków oraz nieporządek w dokumentacji.
W gromadzie według danych ze spisu powszechnego z 1960 roku zamieszkiwało 2286 osób; do czasu spisu powszechnego z 1970 roku, liczba ta spadła do 2159.
Gromada przetrwała do końca 1972 roku, czyli do kolejnej reformy gminnej. W jej wyniku, całość gromady Harta włączono w skład nowo utworzonej gminy Dynów.